# Cache-cache (film)
Pour les articles homonymes, voir Cache-cache (homonymie).
Pour plus de détails, voir Fiche technique et Distribution.
Cache-cache est un   film français réalisé par Yves Caumon et sorti en 2005.

## Synopsis
Exproprié, un paysan se cache au fond d’un puits. Il observe le monde à partir de sa cachette. Aux yeux des autres, il passe pour un fantôme. Mais il va bien falloir qu’il sorte de son puits. On ne peut éternellement passer pour un fantôme.

## Fiche technique
- Titre original : Cache-cache
- Réalisateur : Yves Caumon
- Scénario : Yves Caumon et Emmanuelle Jacob
- Production : Bertrand Gore et Nathalie Mesuret pour Sunday Morning Productions
- Musique : Thierry Machuel
- Photographie : Josée Deshaies
- Montage : Sylvie Fauthoux
- Décors : Jacques Bufnoir
- Costumes : Catherine Rigault
- Format : couleur - 1,66:1 - Dolby Surround - 35 mm
- Pays de production :  France
- Tournage : Région Centre-Val de Loire (Indre et Indre-et-Loire)[1]
- Genre : drame
- Durée : 91 minutes
- Dates de sortie :
- France : 17 mai 2005 (Festival de Cannes) ; 1er février 2006 (sortie nationale)

## Distribution
- Bernard Blancan : Raymond, le paysan
- Lucia Sanchez : Caroline, la femme de Frédéric
- Antoine Chappey : Frédéric, un dentiste
- Gaël Le Ferec : Arthur, le fils de Caroline et de Frédéric
- Éloïse Guérin : Aurore, la fille de Caroline et de Frédéric
- Saadia Bentaïeb : Monique, la factrice
- Dimitri Rafalsky : Kazsprak
- Jacques Boudet : le dentiste
- Fabrice Cals : l'agent immobilier
- Violeta Ferrer : la patiente
- Thierry Calas : le médecin
- Jean-Marie Combelles : le magasinier
- Benoît Rivière :un ouvrier
- Donat Massoni : un ouvrier
- Maud Quiffet : une ouvrière
- Alain Hernandez : un ouvrier
- Jean-Marc Malaplate : un ouvrier
- Alain Mascheretti : un ouvrier
- Aurélien Nozerand : un ouvrier
- Marc Daux : un ouvrier
- Philippe Lagrange : un ouvrier
- Philippe Pissens : un ouvrier
- Jacques Gallart : un ouvrier
- Dominique Plaiseau : un ouvrier

## Sélection
- Festival de Cannes 2005 - Quinzaine des réalisateurs[2].